# Kastell Eining
Das Kastell Eining (lateinisch Abusina) war ein römisches Militärlager, dessen Besatzung für Sicherungs- und Überwachungsaufgaben am „nassen“ rätischen Limes zuständig war. Die Donau bildete dort in weiten Abschnitten die römische Reichsgrenze. Etwas nördlicher mündete zudem bis zum Limesfall der Obergermanisch-Rätische Limes am westlichen Flussufer ein. Die baulichen Reste der Anlage befinden sich südlich von Eining, einem Gemeindeteil von Neustadt an der Donau. Abusina ist seit 2005 Bestandteil des zum UNESCO-Weltkulturerbe erhobenen Obergermanisch-Rätischen Limes und eine der wenigen vollständig freigelegten und in ihren Grundmauern rekonstruierten Wehranlagen an diesem Grenzabschnitt.

## Lage
Das Kastell Abusina befindet sich etwa 500 m südlich des heutigen Eininger Ortszentrums auf dem Donau-Hochufer zwischen der nach Sittling führenden Straße und dem knapp nördlich des Kastells in die Donau mündenden Flüsschen Abens, das einst namengebend für den römischen Ort war.
In antiker Zeit lag es in strategisch und verkehrsgeographisch wichtiger Position. Von dort konnte sowohl der Schiffsverkehr auf der Donau als auch ein Straßenknotenpunkt an dieser Stelle kontrolliert werden, bei dem ein Verkehrsweg von der römischen Donausüdstraße in südöstliche Richtung abzweigte und ein weiterer über eine Donaufurt nach Westen führte. Die nächstgelegenen größeren Garnisonen waren das Alen-Kastell Pförring auf dem nördlichen Donauufer, gegenüber dem heutigen Neustadt an der Donau, sowie das Legionslager Castra Regina, das heutige Regensburg. Ein kleiner Nachteil des Standortes war die fehlende Sichtverbindung zum Kastell Pförring und zu dem ebenfalls auf dem nördlichen Donauufer befindlichen Anfang des mit einer Mauer ausgebauten Limesabschnitts bei Hienheim. Er konnte durch einen zusätzlichen Wachturm auf dem Weinberg kompensiert werden.

## Forschungsgeschichte

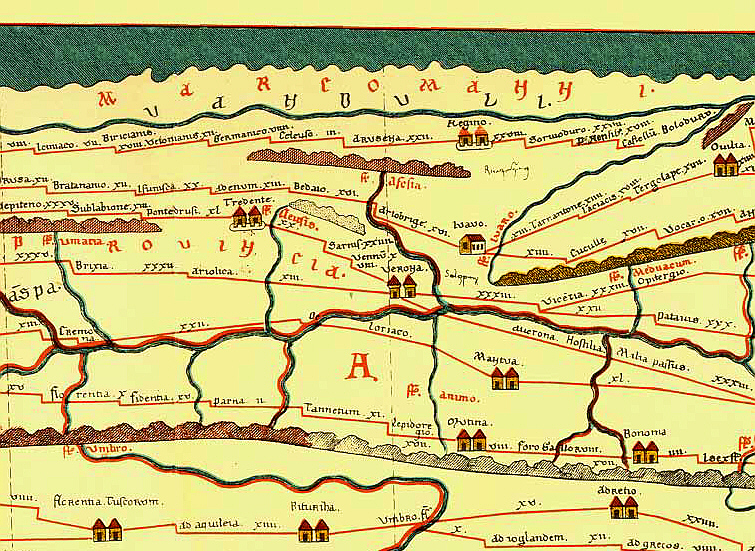
Abusina als ARUSENA
auf der Tabula Peutingeriana
(Bildmitte oben)

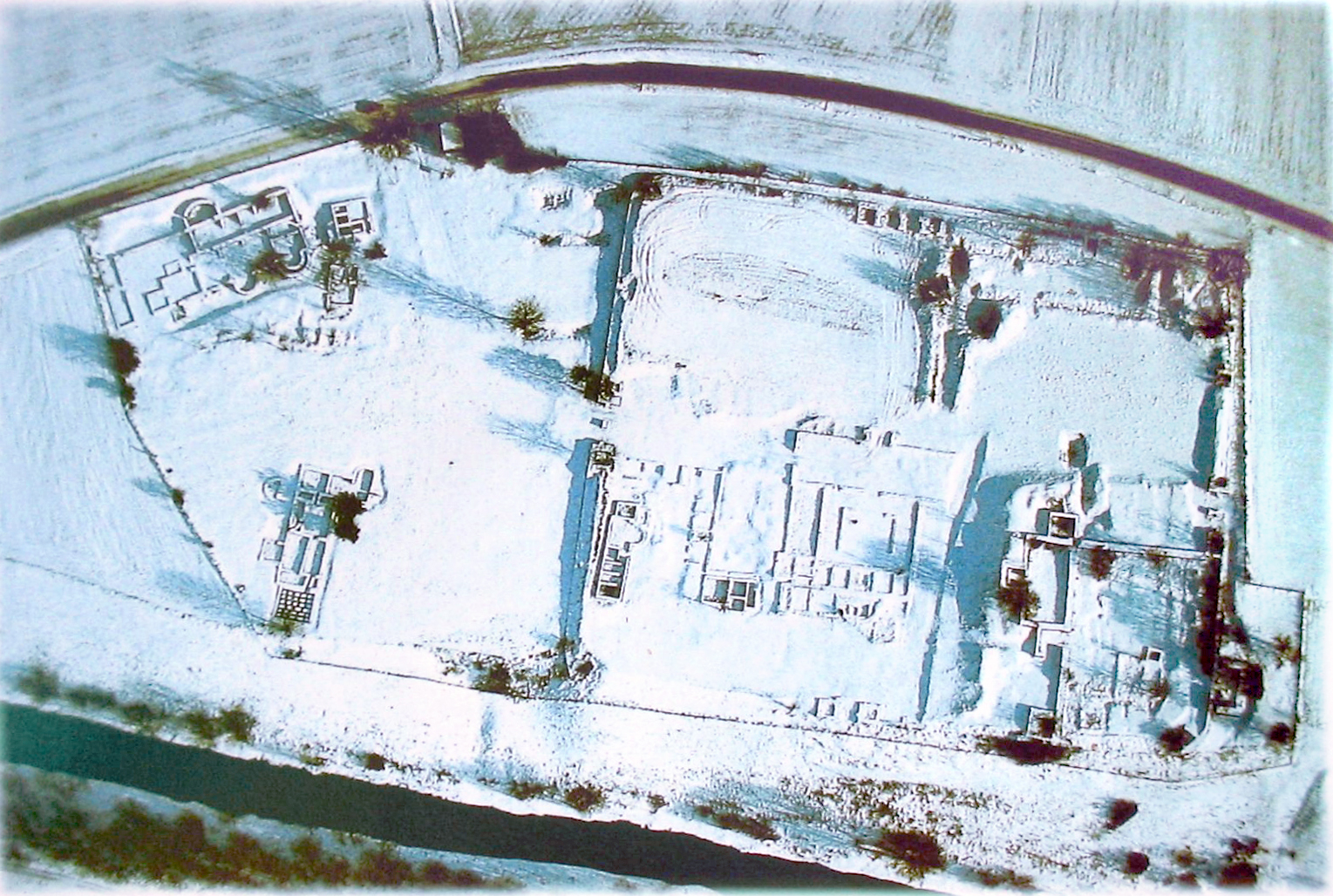
Luftbild des Kastells auf einer Infotafel des archäologischen Parks (Norden = links), Zustand der 1980er Jahre

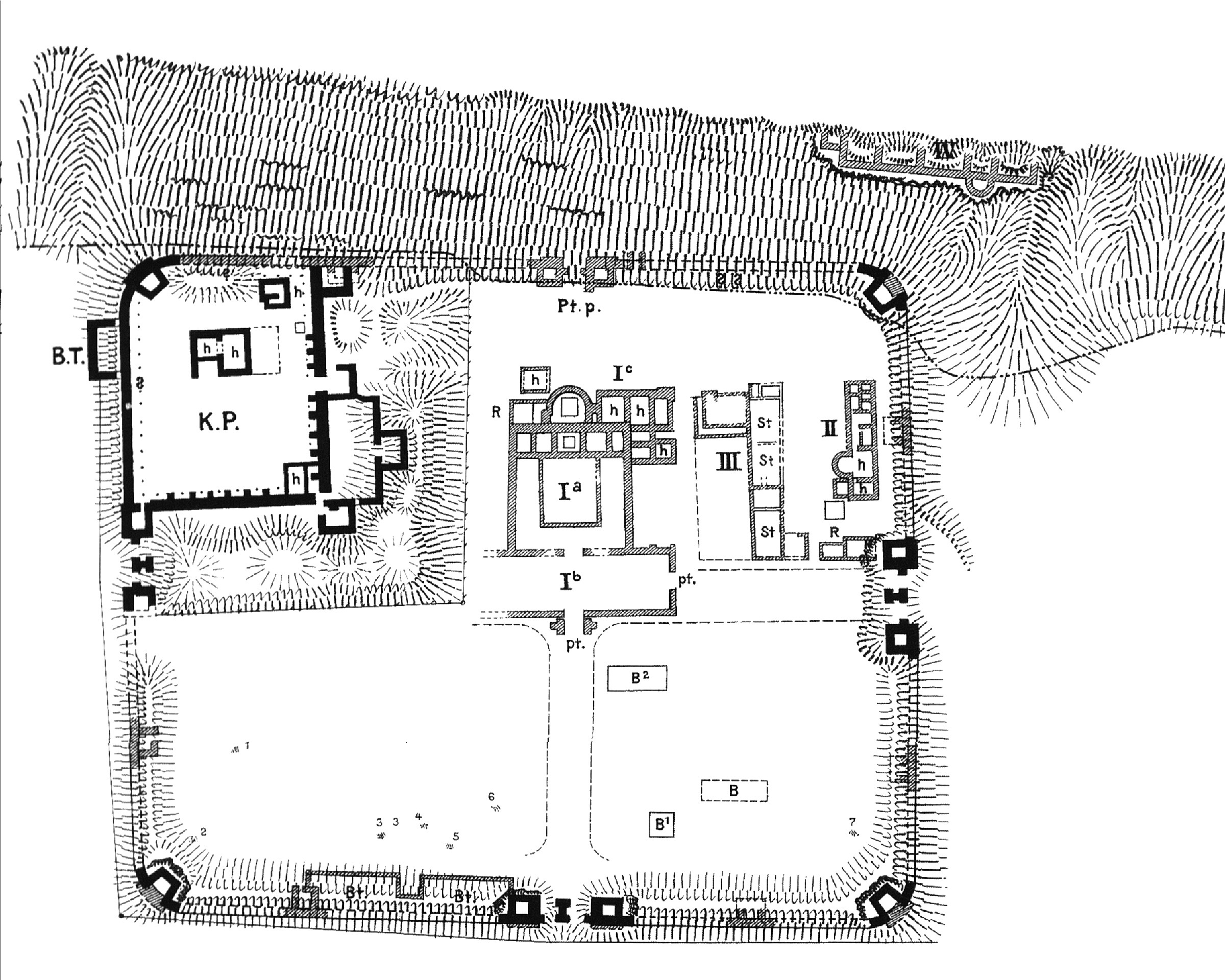
Stand der Ausgrabungen 1903
(Norden = rechts)

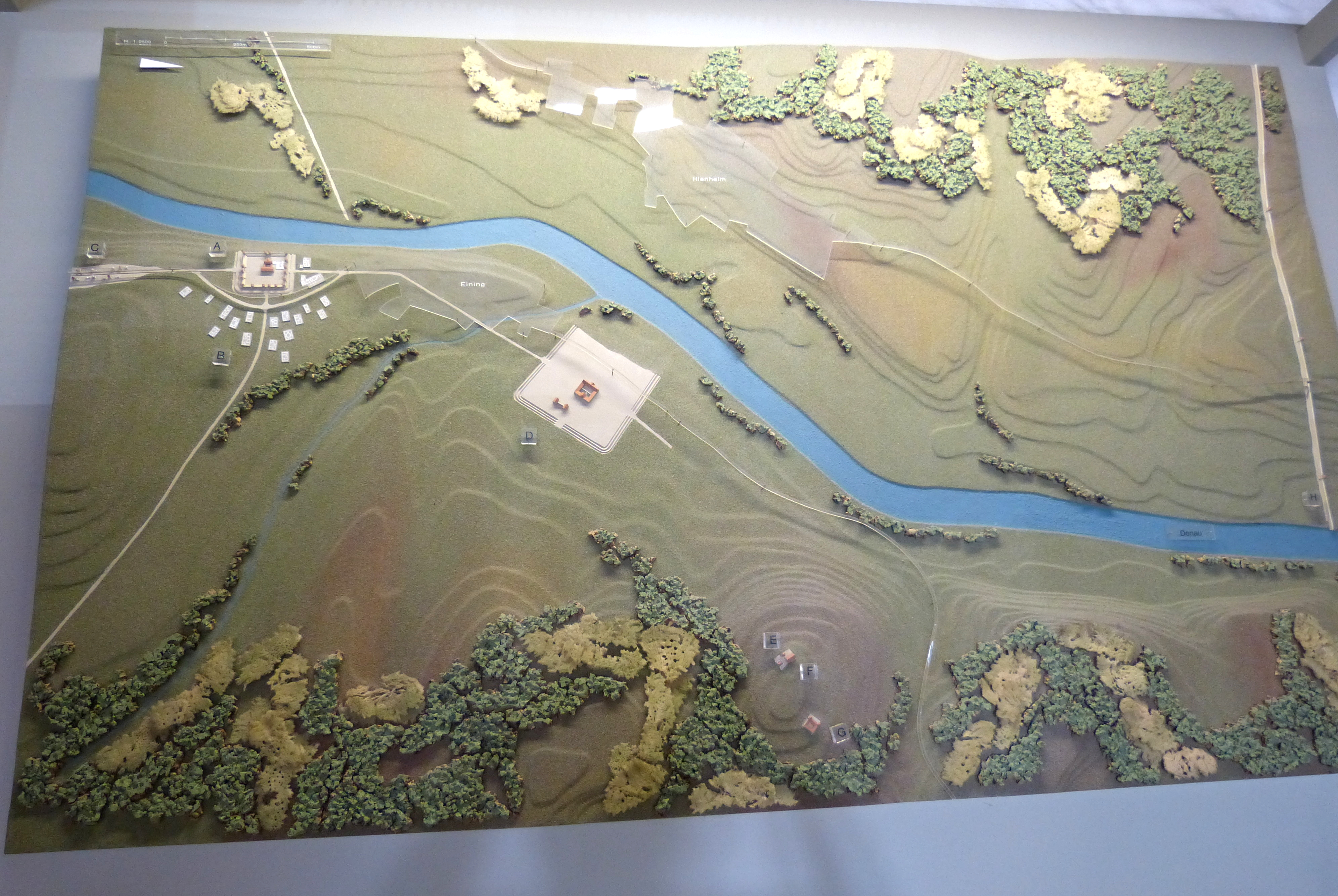
Geländemodell des Kastells und seiner Umgebung

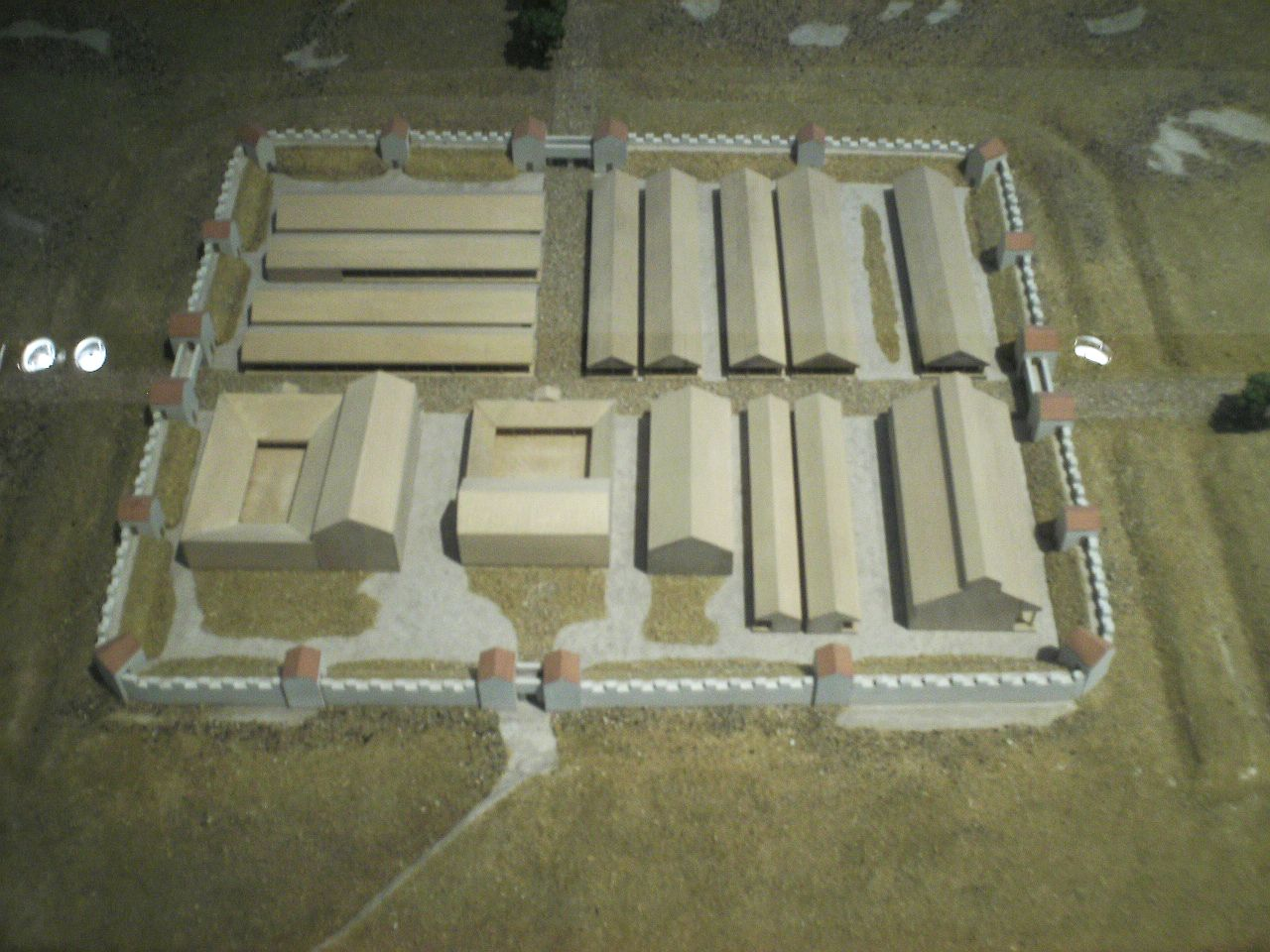
Modell des mittelkaiserzeitlichen Steinkastells (Germanisches Nationalmuseum Nürnberg)

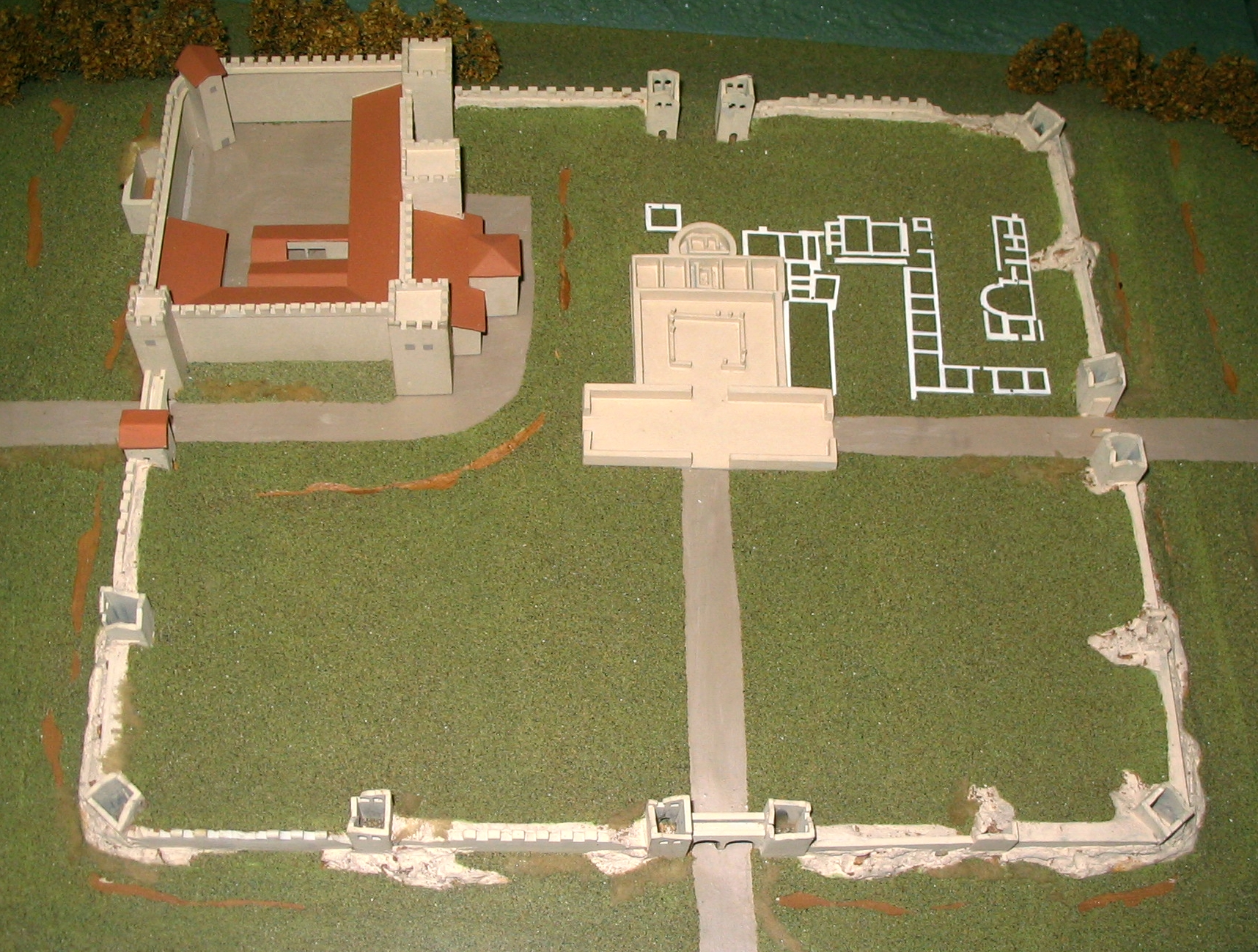
Modell des spätantiken Restkastells in der Südwest-Ecke (Archäologisches Museum Kelheim)

Der Name Abusina war schon lange durch verschiedene antike Quellen bekannt, erschien aber in unterschiedlichen Schreibweisen. Die Varianten „ABVSINA, AVSINA, ALLVSINA, AVSENA und ARVSENA“ befinden sich auf der Tabula Peutingeriana, im Itinerarium Antonini, in der Notitia dignitatum sowie auf Inschriftensteinen. So wussten bereits humanistische Gelehrte der beginnenden Neuzeit von der ehemaligen römischen Ansiedlung in der Gegend um Eining. Neben Johannes Aventinus (1477–1534) war es auch Peter Apian (1495–1552), der verschollene Steindenkmäler in Eining gesichert hat. Die Gelehrten konnten die antiken Mauerreste durch ihre Forschungen bereits richtig mit Abusina identifizieren. Danach geriet der Kastellort wieder für ein paar Hundert Jahre in Vergessenheit, bis sich im 19. Jahrhundert das Interesse gebildeter bürgerlicher Schichten auf die antiken Zeugnisse in Deutschland richtete.
Von den Aktivitäten der 1892 gegründeten Reichs-Limeskommission (RLK) wurde das Kastell nicht erfasst, da deren Untersuchungsgebiet mit dem Ende der Limesmauer auf dem westlichen Donauufer bei Hienheim endete. Den Beginn seiner Erforschung verdankt der Kastellplatz der Initiative des Eininger Pfarrers Wolfgang Schreiner, der 1879 mit den ersten Ausgrabungen begann, die er zunächst mit privaten Mitteln finanzierte. Insbesondere unter der Leitung des damaligen Landesarchäologen Paul Reinecke (1872–1958) wurden die Grabungen mit gelegentlichen Unterbrechungen zwischen 1911 und 1920 fortgesetzt. Danach ruhten die wissenschaftlichen Forschungen für nahezu ein halbes Jahrhundert. Erst 1968 wurde die wissenschaftliche Erforschung auf Initiative des provinzialrömischen Archäologen Hans Schönberger (1916–2005), des damaligen Direktors der Römisch-Germanischen Kommission des Deutschen Archäologischen Instituts (DAI), wieder aufgenommen.
Bei einem Wettbewerb, dem Kastellgelände ein neues Gesicht zu geben, setzte sich 2010 ein Düsseldorfer Designerteam durch. Es hatte Pläne vorgelegt, mehrere Konstruktionen aus teils überdimensionalen Stahlplatten im Ausgrabungsgelände zu verteilen, um die archäologische Stätte zu „beleben“. Zudem wurden ein neuer Eingangsbereich, Toiletten und ein Wegenetz für Besucher in der heute parkähnlichen Landschaft geplant. Versteckte Mauerreste sollten mit Kräuterbepflanzung „sinnlich wahrnehmbar werden.“ Der Pächter von Abusina, der Verein Historia Romana, hatte im Gegensatz zur öffentlichen Hand Bedenken gegen die Pläne vorgebracht und hätte die benötigten erheblichen Geldmittel besser in die Substanzerhaltung der antiken Baureste investiert gesehen. Diese Bedenken setzten sich nicht durch. Mit der Fertigstellung des Konzepts 2011 erhielt das Gelände den Namen Römerpark Abusina Eining. Neben den nun das Gelände dominierenden rostigen Stahlplattentoren, die unmittelbar vor den antiken Tor- und Gebäudezugängen errichtet wurden, scheute das Konzept auch nicht, Einbauten und damit optische Veränderungen an der antiken Substanz vorzunehmen. So ließen die Verantwortlichen eine Beton-Stahlkonstruktion mitten in die Zufahrt der mittelkaiserzeitlichen, flussseitigen Porta decumana legen, die als Steg über das abfallende Gelände hinausreicht. Die Stahlplatten dienen auch als Hör-Stationen. Im Kastellgelände sind nun an verschiedenen Stellen Geräusche zu hören, die an das Leben von vor 2000 Jahren erinnern sollen, so Hufgeklapper und brüllende Römer. Anstelle des im ausgehenden 20. Jahrhunderts eingerichteten hölzernen Pavillons mit Informationen und Funden im Norden des Kastells wurde eine auch als Aussichtsplattform dienende Konstruktion aus Stahl, Glas und Beton errichtet.
Das nicht unerhebliche Fundmaterial aus Eining verteilt sich im Wesentlichen auf das Archäologische Museum der Stadt Kelheim, das Stadt- und Kreismuseum Landshut, die Archäologische Staatssammlung München und das Stadtmuseum Abensberg. Das Kastellgelände selbst ist heute ein kleiner aber attraktiver archäologischer Park.

## Kastell- und Vicusgeschichte
Nach der Gründungsinschrift wurde das Kastell Abusina zur Zeit der Herrschaft des flavischen Kaisers Titus (79–81) um das Jahr 80 n. Chr. durch die Cohors IV Gallorum (4. Kohorte der Gallier) zur Sicherung der Donaulinie als Teil der Nordgrenze des römischen Imperiums errichtet. Diese Kohorte war auch die erste Stammeinheit, die in dem neuen Kastell Quartier bezog. In seiner ersten Bauphase bestand das Lager aus einer Umwehrung in Holz-Erde-Bauweise und in seinem Inneren aus recht einfachen Fachwerkbauten.
Im frühen 2. Jahrhundert, wohl gegen Ende der Regierungszeit des Kaisers Trajan wurde die Gallierkohorte durch eine Vexillatio, ein gut 500 bis 600 Mann starkes Detachement der Cohors II Tungrorum milliaria equitata (2. teilberittene Doppelkohorte der Tungerer) ersetzt. Diese Abkommandierung ist ein exemplarisches Kennzeichen für die Mobilität, Flexibilität und damit Modernität des Exercitus Romanorum, des römischen Heeres. Während die Stammeinheit in Britannien stationiert blieb, war es problemlos möglich, das Detachement dieser Truppe zwischenzeitlich im weit entfernten Donauraum einzusetzen. Etwas später, zwischen 138 und 147, trat vermutlich die Vexillatio eine Schwestereinheit der Cohors IV Tungrorum milliaria equitata, für einige Jahre an ihre Stelle.
Ab 153 ist die Cohors III Britannorum equitata (3. teilberittene britannische Kohorte) mit sechs Zenturien Infanterie und sechs Turmen Kavallerie in Eining nachgewiesen. Sie verblieb dort bis zum endgültigen Ende der römischen Herrschaft über die Provinz Raetia im frühen 5. Jahrhundert. Eine ihrer ersten Aufgaben bestand in dem Umbau des Lagers in ein Steinkastell. Diese Maßnahme stand im Zusammenhang mit einer koordinierten Verstärkung des gesamten regionalen Limesabschnitts in antoninischer Zeit.
Die Notwendigkeit der Ausbaumaßnahmen erwies sich schon bald. Während der Markomannenkriege in der Regierungszeit des Kaisers Mark Aurel (161–180) geriet die Provinz Raetia in schwere Bedrängnis und entglitt zumindest teil- und zeitweise der römischen Kontrolle. Dabei wurden auch Kastell und Vicus von Eining erstmals zerstört. Das Gebiet zwischen Abusina und Castra Regina konnte vermutlich erst um das Jahr 175 n. Chr. durch die in Regensburg stationierte Legio III Italica (3. Italische Legion), wieder unter Kontrolle gebracht werden. Teile dieser Legion wurden für rund zehn Jahre ab ca. 172 n. Chr. vorübergehend in der nördlich von Eining gelegenen Flur Unterfeld stationiert.
Nach dem Neuaufbau des Kastells und des Lagerdorfes begann eine bis ins erste Drittel des 3. Jahrhunderts dauernde Phase der Ruhe und des Wohlstands für Abusina. Den politischen Höhepunkt dieser Zeit bildete der Besuch des Kaisers Caracalla in Eining im Jahre 213. Caracalla hatte sich nach Raetia begeben, um einen Präventivkrieg gegen die sich nördlich der Donau bedrohlich konzentrierenden Alamannen zu koordinieren. Die nun eingeleiteten militärischen Operationen verliefen so erfolgreich, dass sie die Provinz und damit auch Abusina für weitere zwei Jahrzehnte vom Druck der Alamannen befreiten.
Ab dem Jahr 233 gehörten die relativ stabilen Zeiten für die Grenzbewohner der Vergangenheit an. Im Zuge eines ersten Alamanneneinfalls wurde Abusina erneut zerstört. Es folgten weitere Wellen der alamannischen Beute- und Eroberungszüge, bis im Jahre 260 die römische Grenzwehr in Raetien nahezu völlig zusammenbrach und die Provinz im Chaos versank. Auch Eining wurde bei diesem letzten Alamannensturm erneut niedergebrannt. Zahlreiche Hortfunde, darunter auch der berühmte Verwahrfund von Eining, der 1975 zufällig entdeckt wurde, zeugen von dieser Zeit. Der Verwahrfund von Eining gehört neben den Schatzfunden von Weißenburg und Straubing zu den bedeutendsten archäologischen Entdeckungen in Bayern und enthält Teile von römischen Paraderüstungen. Er wurde von Hans-Jörg Kellner dokumentiert und befindet sich heute in der Archäologischen Staatssammlung München. Die 3. Britannische Kohorte und die 3. Italische Legion gehörten zu den wenigen überlebenden militärischen Verbänden und waren die letzten stabilisierenden Faktoren in der Region.
Die Kohorte von Abusina hielt sich in ihrer Garnison bis durch die diokletianisch-konstantinischen Heeresreformen Ende des 3., Anfang des 4. Jahrhunderts und den Ausbau des Donau-Iller-Rhein-Limes die Situation in den Grenzgebieten wieder beruhigt werden konnte. Die Reformen schufen ein größeres, im Hinterland stationiertes Bewegungsheer, und reduzierten die Stärke der unmittelbar an der Grenze stehenden Truppen, deren Kasernen zu kleineren und stärker befestigten burgi umgebaut wurden. Gleichzeitig wurde durch den Limesausbau die westliche Flanke Raetiens, die durch den Verlust der Agri decumates entstanden war, gestärkt. Die Änderungen der römischen Heeresstruktur spiegeln sich im Kastell Eining exemplarisch wider. Der Personalbestand der Britannerkohorte wurde vermutlich auf 140 Mann vermindert und in der Südwestecke des alten Kastells errichtete man einschließlich Gräben auf weniger als einem Viertel der bisherigen Fläche eine burgenähnliche Kleinfestung. Die Umwehrung der restlichen drei Viertel wurden aber auch in der Folgezeit instand gehalten; das alte Kastellareal wurde sowohl von den Militärs als auch von der Zivilbevölkerung genutzt. Letztere hatte den alten Eininger Vicus nach 260 nicht wieder aufgebaut, sondern suchte nunmehr hinter den Mauern des Kastells Schutz.
Zum endgültigen Untergang Abusinas kam es um die Mitte des 5. Jahrhunderts, wohl infolge eines Vorstoßes der Alamannen von Westen. Möglicherweise gehörte die letzte im Schutz der Fortifikation verbliebene romanische Bevölkerungsgruppe zu denen, die durch die Evakuierungsmaßnahmen des Severin von Noricum gerettet wurden.
Der Kern der bajuwarischen Siedlung Oweninga, aus der das heutige Eining hervorging, bildete sich rund 500 m nördlich von Abusina und entstand erst im 6. oder 7. Jahrhundert, so dass dort keine Siedlungskontinuität vorliegt.

## Kastellbefunde

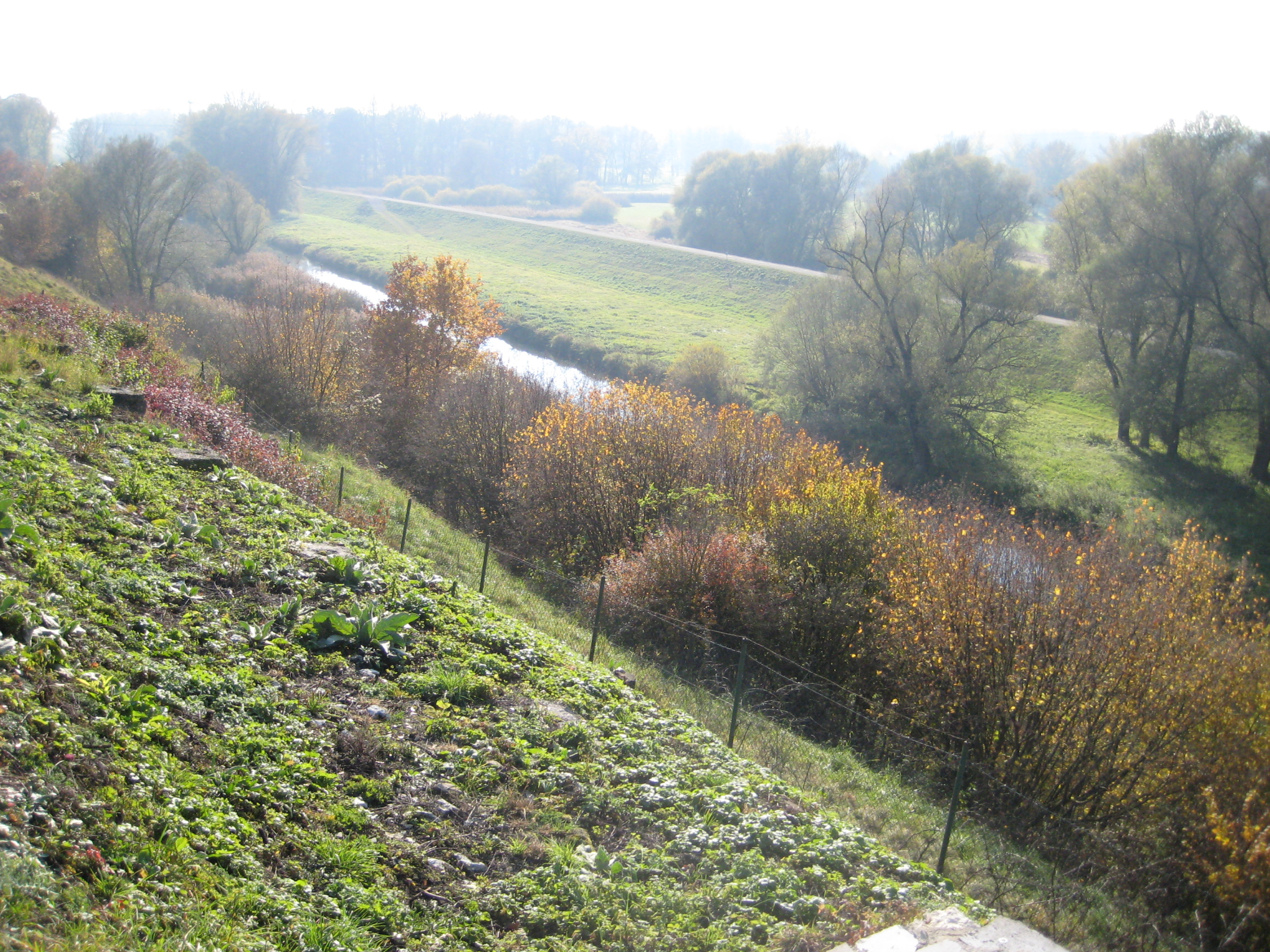
Donausteilufer

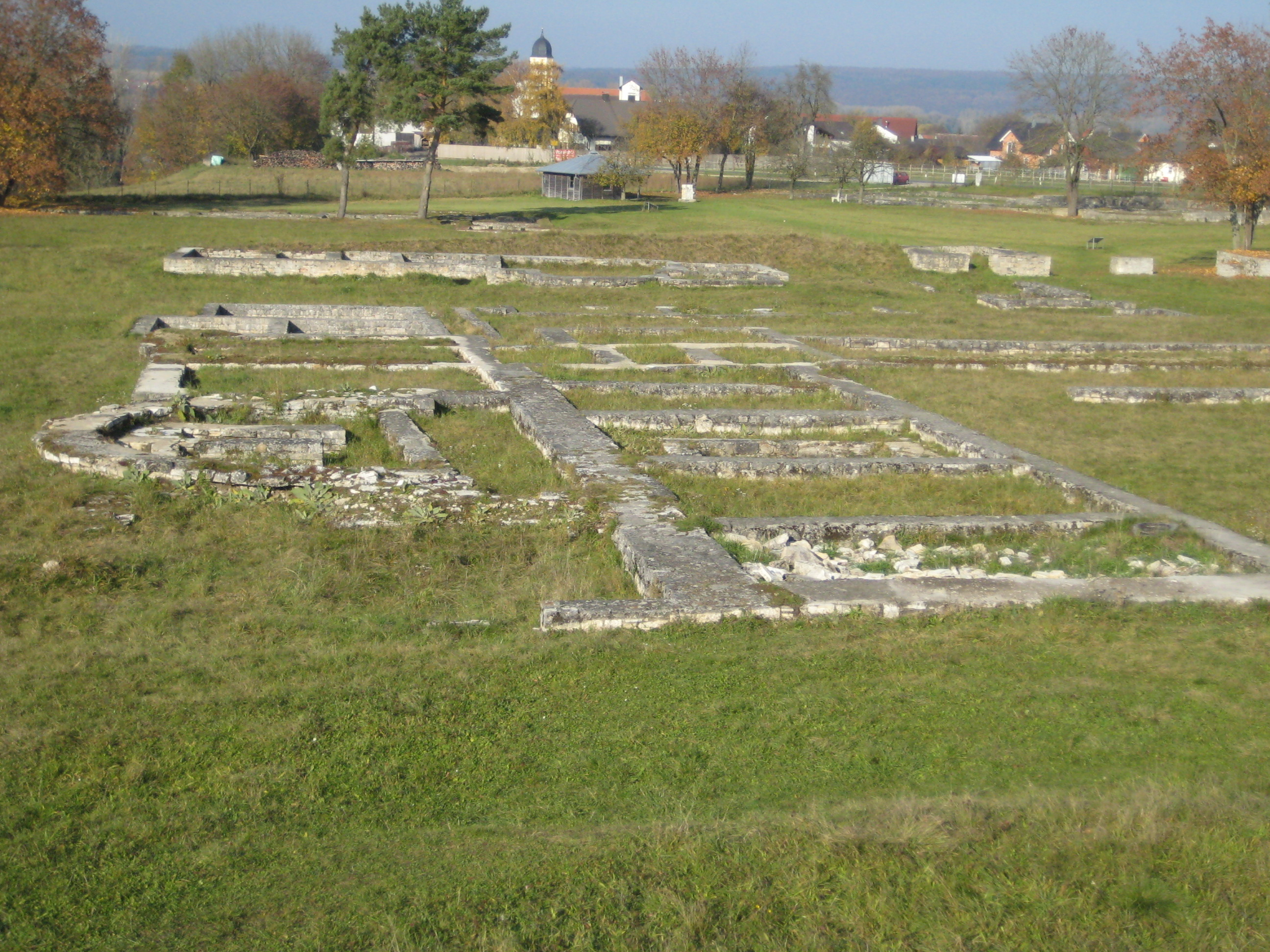
Principia und linkes Lagertor (am rechten Bildrand)

Wegen der wiederholten Veränderung der strategischen Rahmenbedingungen und mehrfachen Zerstörung in der langen Zeit seiner Existenz wurde das Kastell Abusina öfter um- und wiederaufgebaut. Dies führte zu einer hohen Komplexität der Baubefunde.
Von dem ursprünglichen Holz-Erde-Kastell aus flavischer Zeit ist nichts mehr erhalten. Es war aber in seinen Grundrissen maßgebend für alle nachfolgenden Steinkastelle vor dem Beginn der Spätantike. Mit 147 Meter Länge und 125 Meter Breite bedeckte es eine Fläche von rund 1,8 Hektar und entsprach damit der durchschnittlichen Größe eines römischen Kohortenkastells mit Kavallerie. Anfangs war das Kastell mit seiner Porta Praetoria (Haupttor) nach Norden hin ausgerichtet, erst mit dem Umbau zum Steinkastell in der Mitte des 2. Jahrhunderts wies die Hauptausfallpforte nach Osten. Diese Änderung des Innenaufbaus ist maßgeblich für das heutige asymmetrische Bild verantwortlich.
Das kaiserzeitliche Militärlager von Eining war auf drei Seiten von einem doppelten Spitzgraben umgeben. Jeder einzelne Graben besaß eine Breite von 8 und eine Tiefe von 4 Metern. Zur Donau hin war das Grabensystem unterbrochen, wohl weil das steil abfallende Ufer und der Fluss selbst ein hinreichendes Annäherungshindernis darstellten. Die an den Ecken abgerundete Wehrmauer des viertorigen Kastells war 1,4 Meter stark und vermutlich 5 Meter hoch. Zusätzlich war auf der Mauerinnenseite der Agger, eine Erdrampe angeschüttet. Die Mauer war an ihren Ecken, an den Toren und zwischen Ecken und Toren mit Türmen bewehrt.
Im Zentrum des Kastellinneren befinden sich die noch sichtbaren Mauerzüge der Principia, des Stabsgebäudes. Dort waren die Diensträume (Tabularia), die Waffenkammer und unter dem Fahnenheiligtum (Aedes) die Truppenkasse. Etwas nördlich der Principia lag das Praetorium, das geräumige und komfortable Wohngebäude des Kommandanten. Darüber hinaus verfügte das Lager über alle für seine Größenordnung üblichen Ausstattungsmerkmale. Von diesen Bauten, den Mannschaftsbaracken, Pferdeställen, Werkstätten, dem Lazarett und dem Arrestgebäude ist nichts mehr sichtbar. Im Kastellareal wurden die Reste einer Panzerstatue aufgefunden, wie sie einst für den Kaiser im Fahnenheiligtum stand. Diese Fragmente datieren in die erste Hälfte des 3. Jahrhunderts.
In spätantiker Zeit wurde das Kastell deutlich verkleinert (0,18 Hektar). In seiner Südwestecke errichtete man ein stark befestigtes, burgenähnliches Kleinkastell. Dabei wurden Teile der Außenumwehrung des alten Lagers in den Neubau einbezogen; die neue Fortifikation von der Restfläche mit einem Wehrgraben abgetrennt. Einschließlich dieses Grabens verfügte der Burgus über weniger als ein Viertel der ursprünglichen Fläche der Garnison. Der Rest diente der durch die Kriege stark dezimierten Zivilbevölkerung als neuer Wohnbereich an Stelle des aufgegebenen Vicus. In valentinianischer Zeit wurde vor die Nordmauer vermutlich ein 9,50 × 19,50 Meter großes Horreum mit einem Mittelturm in der Nordmauer angebaut, wobei die Kastellmauer als Rückwand benutzt wurde. Strebepfeiler in der Nordost- und Nordwestecke, ein Estrichboden und Getreidefunde deuten aber stark auf ein Speichergebäude hin. Möglicherweise behinderte es das Sicht- und Schussfeld von den angrenzenden Türmen, weswegen man vor das Horreum einen zusätzlichen Turm setzte und sich dadurch diese ungewöhnliche Form ergab. Mitte des 5. Jahrhunderts endete die Nutzung des Kastells von Eining.

Kastellbefunde
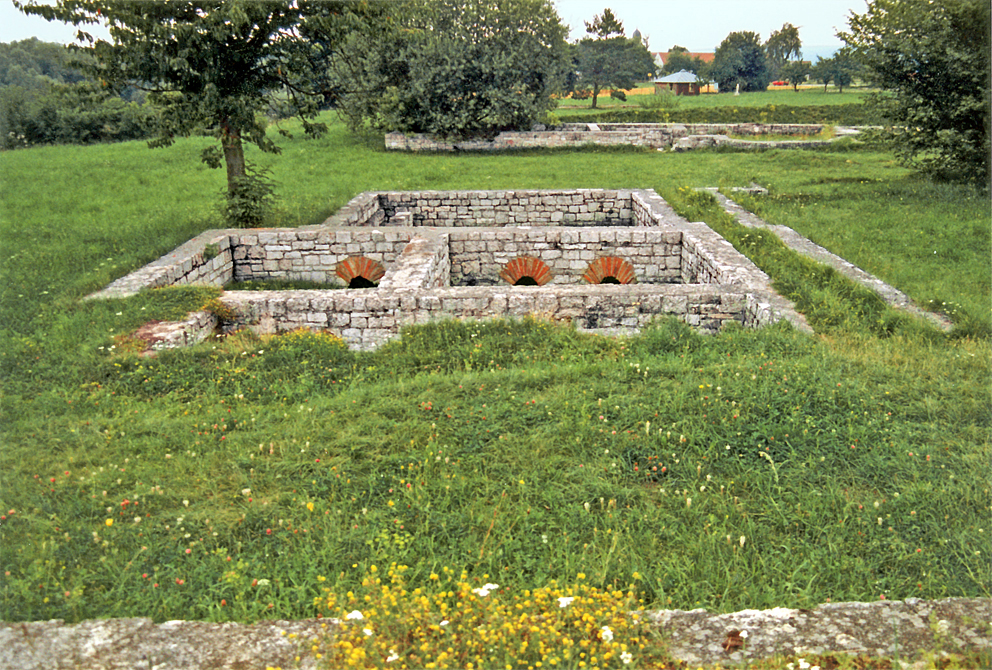
Heizbares Gebäude am Nordrand der Principia
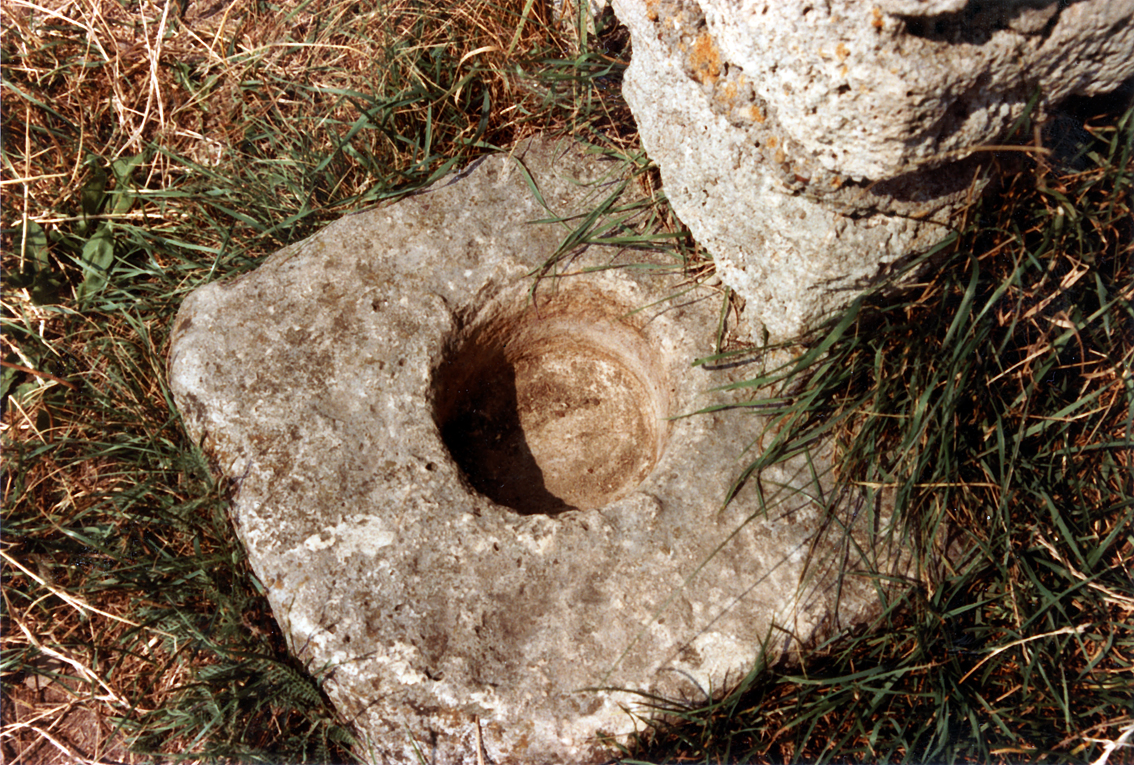
Angelloch für einen Torflügel am Westturm der Porta Principalis Sinistra
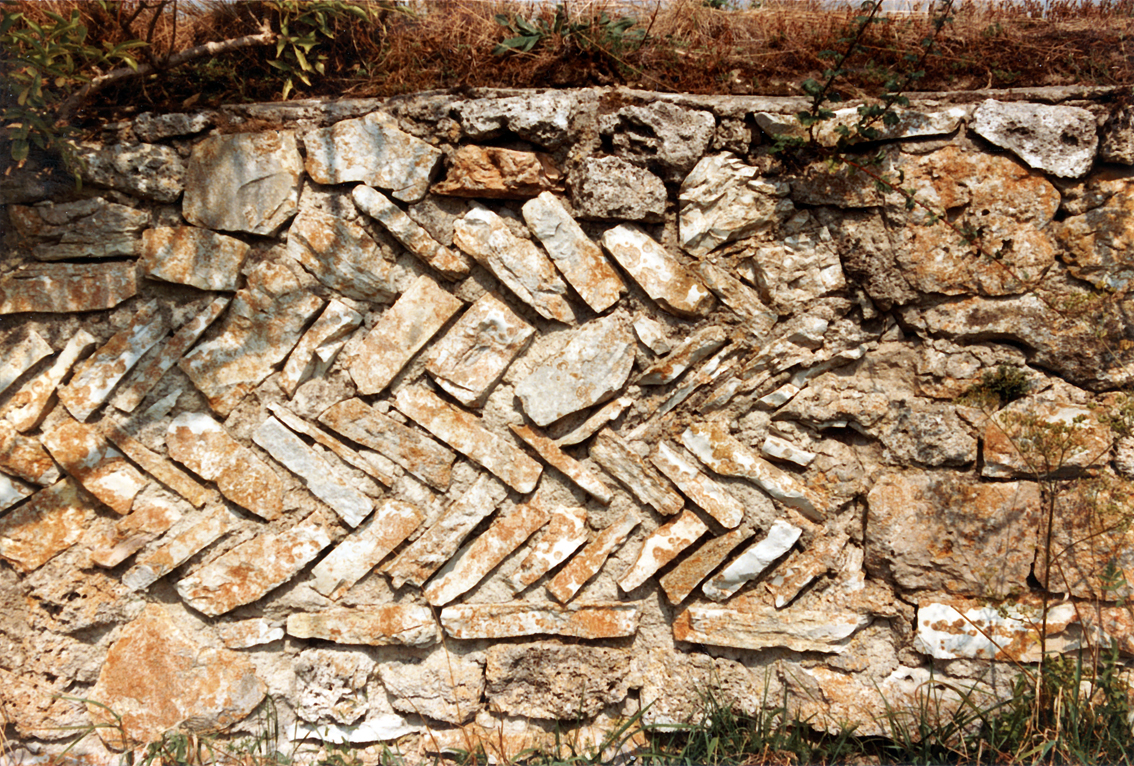
Fischgrätmuster auf der Innenwange der Nordmauer des spätantiken Burgus
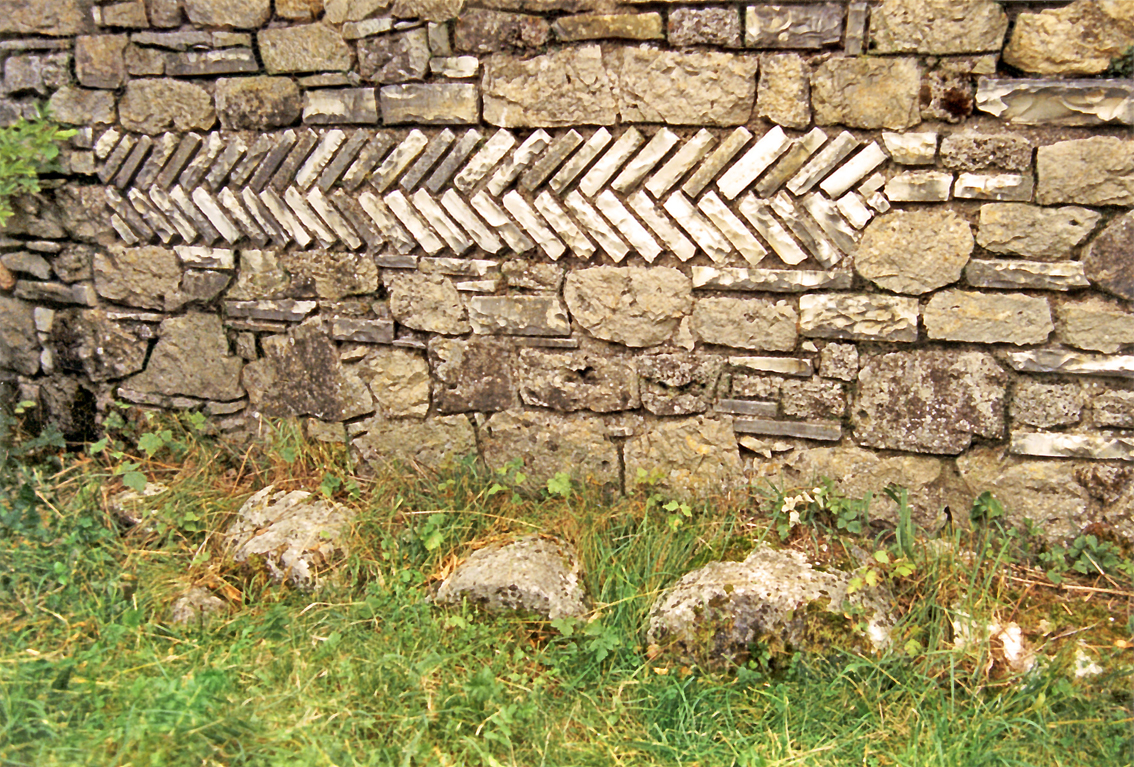
Fischgrätmuster auf der Westseite des Nordostturms im Burgus. Im Fundament sind halbwalzenförmige Zinnensteine des mittelkaiserzeitlichen Kastells verbaut
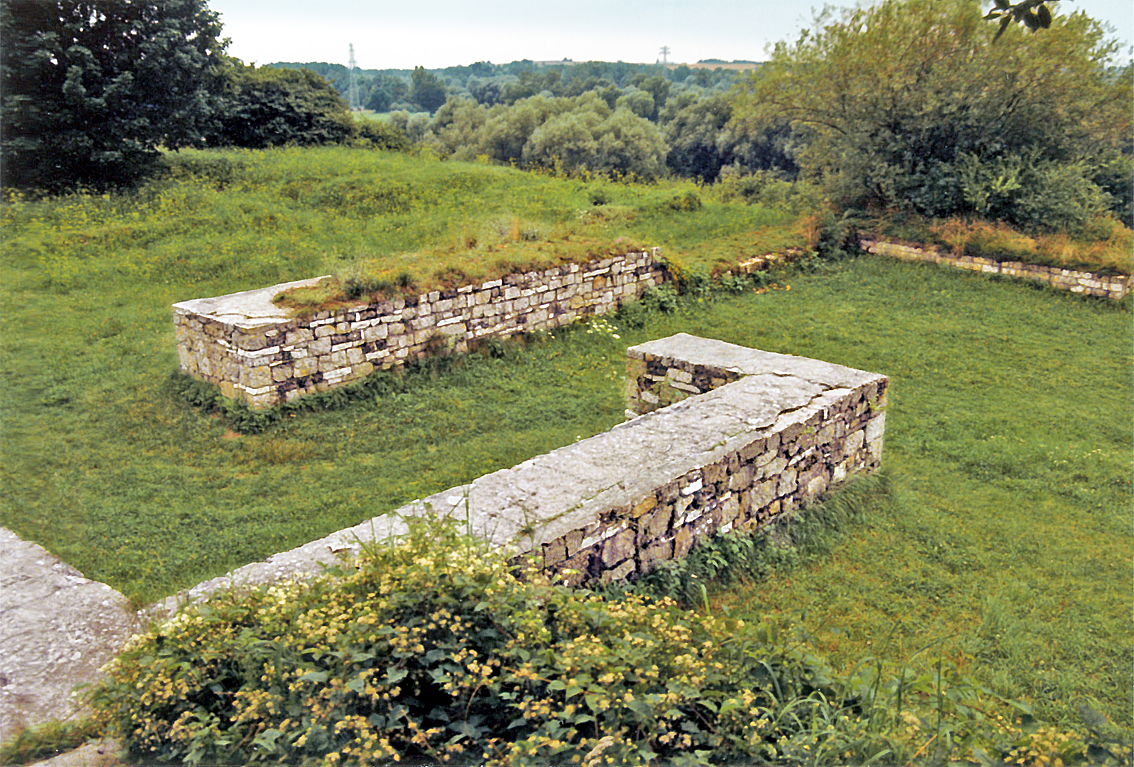
Clavicula-Tor des spätantiken Burgus

## Vicusbefunde
Das Militärlager von Eining war fächerförmig von einer Zivilsiedlung, einem Vicus umgeben. Seine Hauptverkehrsachsen bildeten die Donausüdstraße, die man bogenförmig um das Kastell geleitet hatte, und der unmittelbar vor der Porta Praetoria nach Osten von dieser Straße abzweigende Verkehrsweg. Die Ausdehnung des Vicus betrug von der Kastellpforte in jede Richtung etwa 500 Meter, so dass sich zur Blütezeit des Lagerdorfes eine Ausdehnung von rund einem Kilometer in nordsüdlicher und knapp einem halben Kilometer in westöstlicher Richtung ergab.
Dort ließen sich die Angehörigen aktiver Soldaten nieder, ebenso Händler, Handwerker und Gastwirte, die den Bedarf des Militärlagers an Gütern und Dienstleistungen deckten. Später kamen Soldaten, die ihre Dienstzeit beendet hatten, hinzu, wie durch zahlreiche bei den Ausgrabungen gefundene Entlassungsurkunden, so genannte Militärdiplome, festgestellt werden konnte. Die meisten Gebäude des Vicus waren einfache Fachwerkhäuser, es gab aber auch vereinzelte Steingebäude, zum Teil mit Fußbodenheizung versehen und bis 50 Meter lang. Sie konnten mittels feldarchäologischer Methoden und durch Luftbildarchäologie nachgewiesen werden.
Unmittelbar außerhalb der Kastellmauern befanden sich zwei zeitlich aufeinanderfolgende Badeanlagen. Eine erste kleine Therme war am Steilufer der Donau errichtet worden, musste aber wegen permanenter Hochwassergefahr schon bald wieder aufgegeben werden. Sie wurde durch eine große, repräsentative und mit allem Komfort der Zeit versehene Thermenanlage nördlich des Kastells ersetzt.
Ebenfalls vor der Nordfront des Lagers war eine große, beheizbare und mit einem kleinen Badetrakt versehene mansio entstanden, eine Herberge und Pferdewechselstation für Dienstreisende im staatlichen Auftrag. Die Mansio von Eining war gleichzeitig auch Standquartier der Benefiziarier, einer mit Zollbefugnissen ausgestatteten Art Straßenpolizei, die für die Sicherheit des römischen Fernstraßennetzes verantwortlich war.

Thermen und Mansio von Abusina
Große Therme, Grabungsplan von 1887
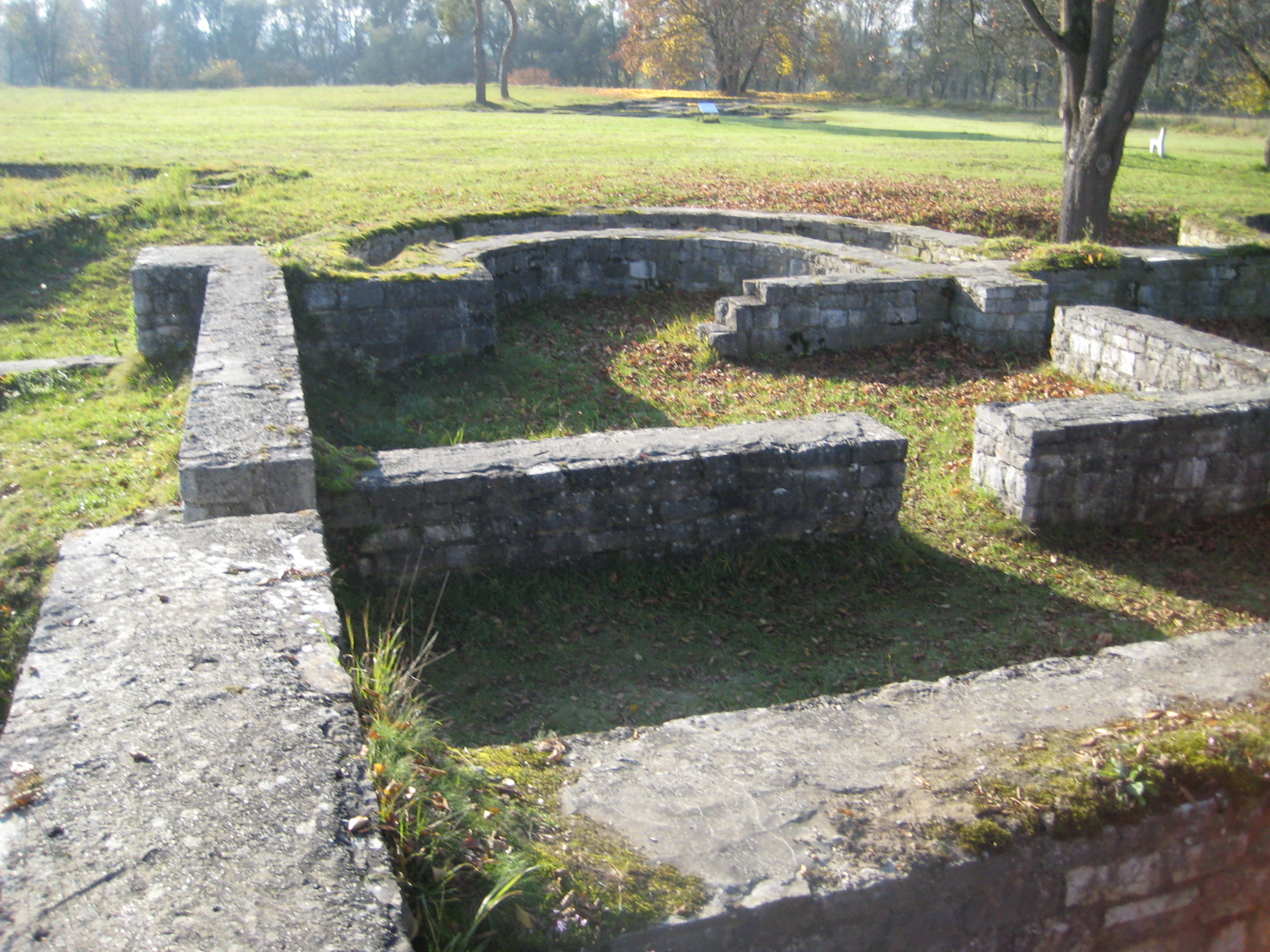
Großes Badegebäude (vermutlich das Caldarium)
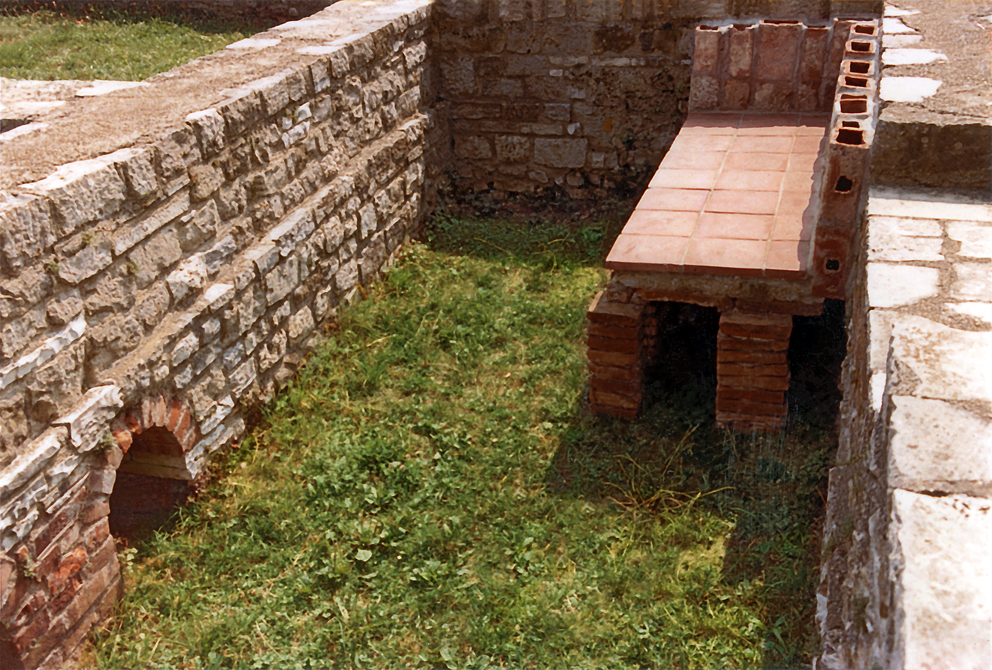
Hypokaustum im kleinen Badegebäude
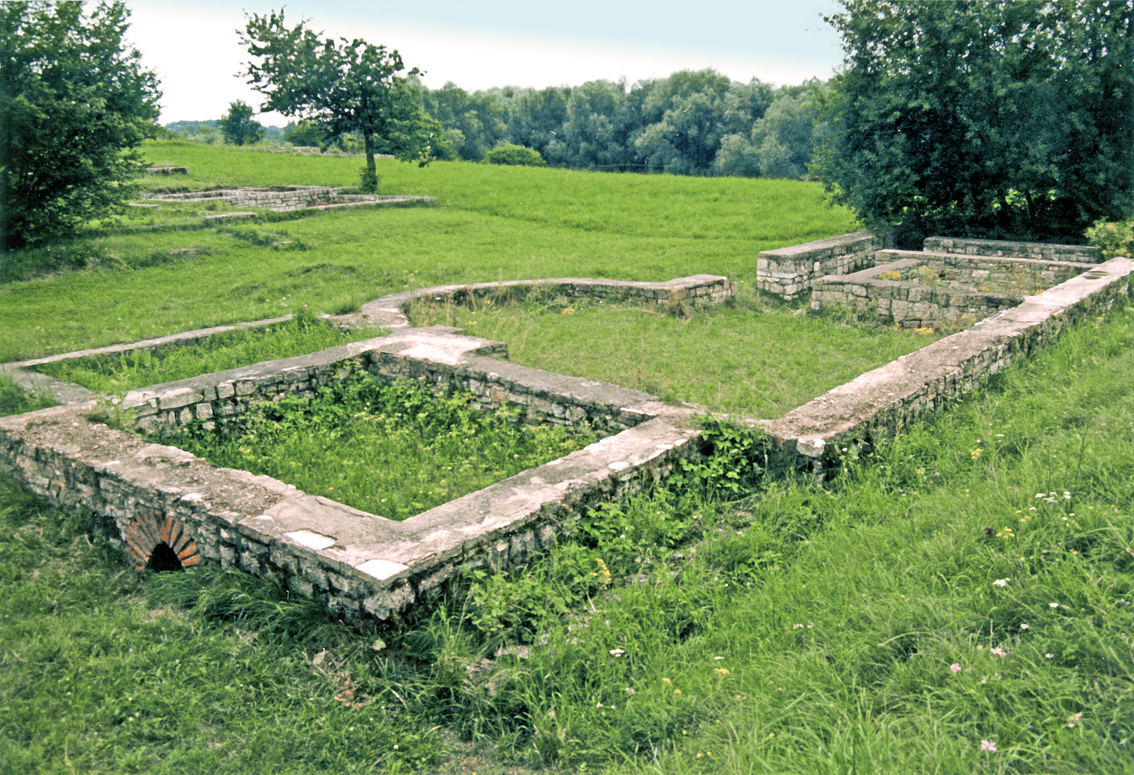
Spätantikes Bad aus der Zeit des Burgus
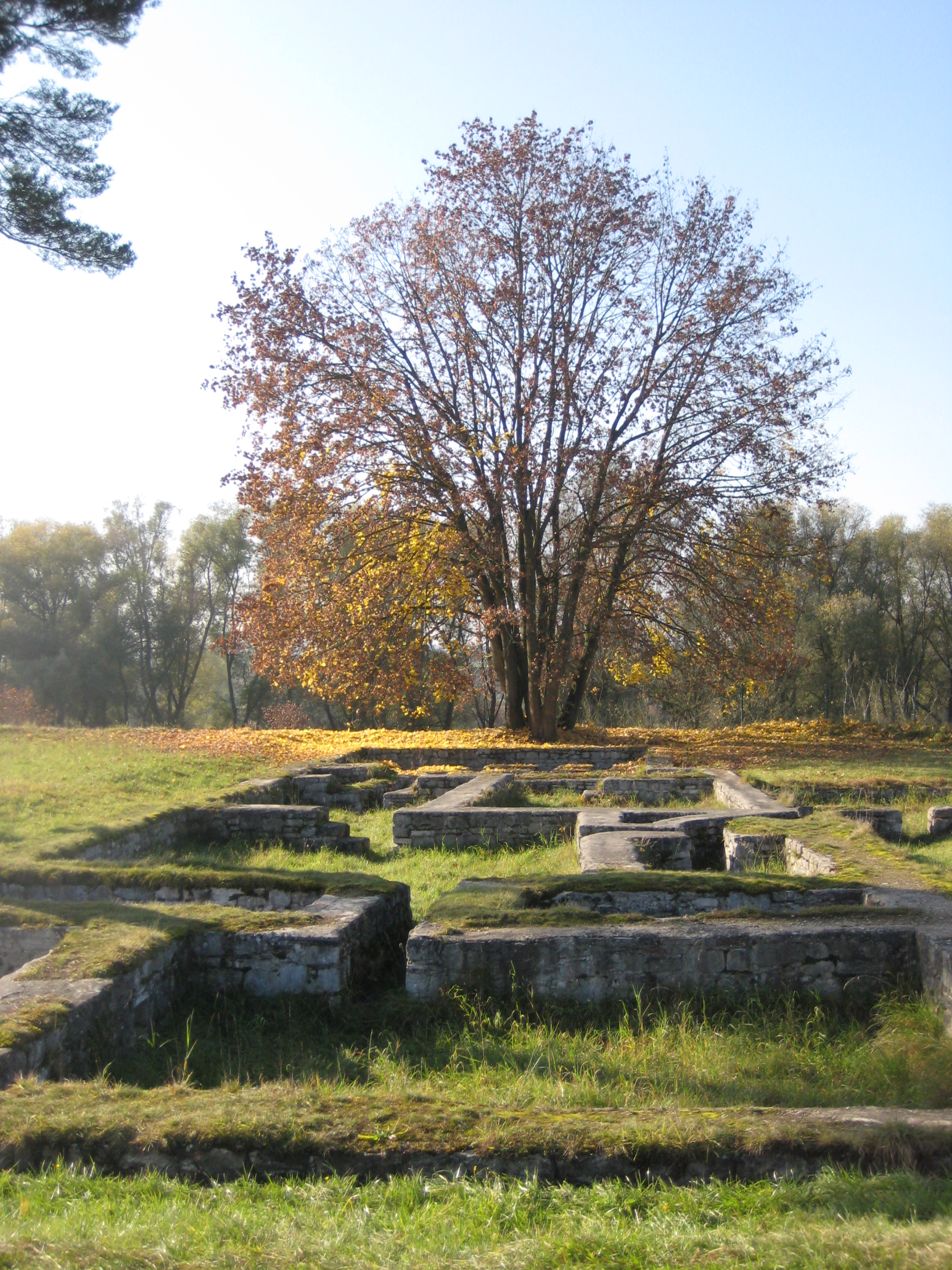
Mansio

Der Vicus von Abusina wurde in seiner rund 180-jährigen Geschichte einige Male zerstört und wiederaufgebaut. Nach dem großen Alamannensturm von 260 wurde er aufgegeben. Die überlebende Bevölkerung zog daraufhin hinter die schützenden Mauern des Kastells zurück.

## Wachturm auf dem Weinberg
Da vom Kastell Abusina aus keine unmittelbare Sichtverbindung zum nächsten Kastell in Pförring und dahin bestand, wo der ausgebaute Teil des Limes nordöstlich von Hienheim auf die Donau stieß, wurde auf dem Weinberg nordöstlich von Eining ein Wachturm errichtet, um die Lücke zu schließen. Er existierte bis ins 3. Jahrhundert und wurde wohl bei Alamanneneinfällen zerstört. Unmittelbar bei seinen Fundamenten konnten zwei weitere Steinbauten nachgewiesen werden, die zu einer Mannschaftsunterkunft für die Besatzung des Wachturms und zu einem kleinen Tempel des Mars und der Victoria gehörten.
Aus dem Bauschutt dieser Anlagen ergaben sich auch Hinweise auf eine Nutzung des Platzes als christliche Kultstätte in nachrömischer, frühmittelalterlicher Zeit. Möglicherweise verwendeten die sich ab dem 6./7. Jahrhundert in dieser Gegend ansiedelnden baioarii die Grundmauern der Mannschaftsunterkunft zur Errichtung einer einfachen Kirche.

## Vexillationslager im Unterfeld
Hauptartikel: Vexillationslager Eining-Unterfeld
Nur wenig nördlich außerhalb des Ortskerns von Eining befinden sich unter den Äckern der Flur Unterfeld die Reste eines großen römischen Militärlagers. Es bedeckt mit seinen Seitenlängen von 328 × 320 Metern eine Fläche von 10,6 Hektar. Heute wird das Areal von der sich in etwa am Verlauf der ehemaligen Via Principalis orientierenden Straße von Eining nach Staubing durchschnitten. Wahrscheinlich war das Militärlager Standort einer Vexillation der Legio III Italica (3. Italische Legion), vermutlich verstärkt und geschützt von berittenen Auxiliartruppen. Genaue Sicherheit über die Funktion des Lagers kann aber nur durch großflächige Ausgrabungen gewonnen werden.

## Denkmalschutz
Das Kastell Abusina und die erwähnten Anlagen sind als Abschnitt des Obergermanisch-Rätischen Limes seit 2005 Teil des UNESCO-Welterbes. Außerdem sind sie geschützt als eingetragene Bodendenkmale im Sinne des Bayerischen Denkmalschutzgesetzes (BayDSchG). Nachforschungen und gezieltes Sammeln von Funden sind erlaubnispflichtig, Zufallsfunde sind den Denkmalbehörden anzuzeigen.